# Marcado territorial
El marcado es una conducta instintiva usada por especies animales para delimitar y defender su territorio.
Los mamíferos territoriales suelen marcar los límites de su territorio mediante el olfato, lo que se traduce en la deposición de compuestos químicos con un fuerte olor, como pueden ser la orina, las heces o el sudor. Estos son distribuidos por el animal en localizaciones estratégicas dentro del propio territorio. No solamente se marca el territorio para advertir a otros animales de su misma especie, sino también para evitar que otros depredadores entren en él. Por ejemplo, todos los félidos, como el gato doméstico, el leopardo y el jaguar, marcan su territorio frotándose contra la vegetación; o los cánidos, que lo hacen a través de su orina.

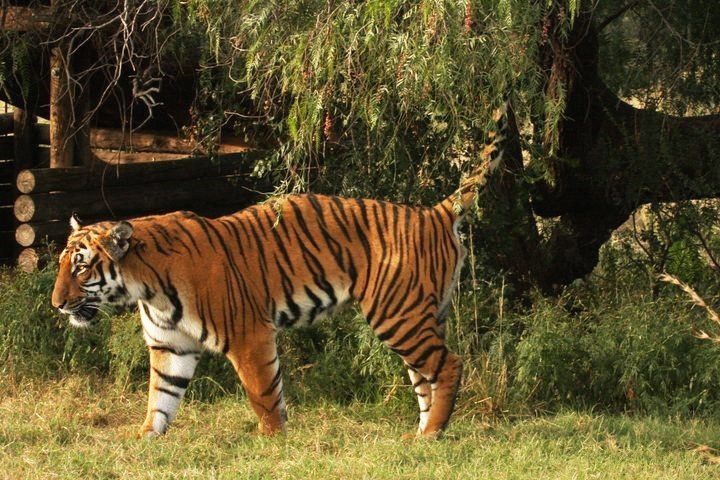
Un tigre macho del sur de China marcando su territorio.

## Tipo de marcado de territorio

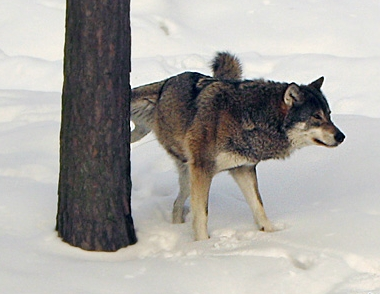
Un lobo marcando con orina su territorio.

Los ejemplos más comunes de «marcado territorial clásico» se encuentran entre las aves y los peces, los cuales producen fuertes coloraciones para avisar de su territorialidad. Así ocurre con el ave Erithacus rubecula, y con el pez Betta splendens. Animales como estos defienden los territorios en los que anidan y en los que poseen recursos suficientes de alimento. La defensa raramente toma la forma de lucha real.
La naturaleza ha provisto a los animales territoriales de diversas herramientas para ello. A continuación, las más destacadas:
- Señal visual (colores): los colores vivos suelen ser una «especialización viviente». Como puede ser los peces coralinos, fuertemente territoriales.
- Señal auditiva: como en muchos reclamos de aves, o los gritos del gibón
- Señal olfativa: a través de deposiciones de marcas de olor como orina. Muchos mamíferos territoriales usan el marcado territorial con olores para señalar los límites de sus territorios; marcas de deposiciones de orina, excrementos, y secreciones de glándulas odoríferas o frotación de su cuerpo. Por ejemplo, los perros, osos, tigres, y otras especies de cánidos, marcan con orina y heces, mientras los gatos marcan raspando sus garras contra objetos, acompañados de frotes laterales.[2] Prosimios, como el lémur (Eulemur rubriventer), también marcan con olor para establecer un territorio. Ungulados, por ejemplo, el ñu (Connochaetes taurinus), marcan su territorio con el olor de sus dos glándulas, glándula pre orbital y glándula olorosa en la pezuña.

## Nota
1. 1 2  Purves; David Sadava (30 de junio de 2009). Vida: La Ciencia de la Biología. Ed. Médica Panamericana. pp. 1150-. ISBN 978-950-06-8269-5. Consultado el 3 de julio de 2012.
2. ↑  Roy B. Parsons (2007). Gato Exótico de pelo corto. Editorial HISPANO EUROPEA. pp. 70-. ISBN 978-84-255-1711-2. Consultado el 3 de julio de 2012.

- Datos: Q3243596